# Kashima (Ibaraki)
Kashima (Japans: 鹿嶋市, Kashima-shi) is een havenstad aan de Grote Oceaan in de prefectuur Ibaraki op het eiland Honshu in Japan. De stad heeft een oppervlakte van 92,96 km² en medio 2008 ruim 65.000 inwoners.

## Geschiedenis
Op 1 september 1995 werden de gemeente Kashima (鹿島町, Kashima-machi) en het dorp Ono (大野村, Ōno-mura) samengevoegd en ging de combinatie verder als de stad (shi) Kashima.

## Economie
Kashima is de kern van de Kashima Industriële Zone. Het huisvest een industriegebied met circa 1500 fabrieken met een specialisatie in de petrochemische en staalindustrie. De Japanse overheid begon met de ontwikkeling van deze zone in 1963 en rond 1973 was deze ontwikkeling vrijwel afgerond. Sumitomo Metal Industries bouwde er een groot staalfabriekscomplex dat thans tot Nippon Steel behoort.

## Bezienswaardigheden
- Kashima tempel(鹿島神宮, Kashima-jingū), een jinja (gewijd aan Takemikazuchi-no-mikoto, een beschermheilige van de vechtsporten) en de locatie van het merendeel van Kashima's festivals.
- Standbeeld van Tsukahara Bokuden (1489-1571)
- Kashima Shiroyama Park, een park op de locatie van het voormalig kasteel van Kashima

## Sport
Kashima is de thuisbasis van het voetbalteam Kashima Antlers uit de J-League. Kashima was met het Kashimastadion speelstad bij het WK voetbal 2002

## Verkeer
Kashima ligt aan de Kashima-lijn van de East Japan Railway Company en de Oarai-Kashima-lijn en Kishima-Rinkō-lijn van de Kashima Rinkai Spoorwegen.
Kashima ligt aan de Higashi-Kanto-autosnelweg en aan de autowegen 51 en 124.
Kashima heeft een haven gespecialiseerd in vrachtverkeer.

## Geboren in Kashima
- Tsukahara Bokuden (塚原 卜伝, Tsukahara Bokuden), zwaardmeester en samurai uit de vijftiende eeuw
- Hitoshi Sogahata (曽ヶ端準, Sogahata Hitoshi), voetballer
- Ryuta Sasaki (佐々木 竜太, Sasaki Ryuta), voetballer

## Aangrenzende steden
- Kamisu
- Itako
- Namegata
- Hokota